# Estoril Open 2010 - Qualificazioni singolare maschile
Le qualificazioni del singolare maschile dell'Estoril Open 2010 sono state un torneo di tennis preliminare per accedere alla fase finale della manifestazione. I vincitori dell'ultimo turno sono entrati di diritto nel tabellone principale. In caso di ritiro di uno o più giocatori aventi diritto a questi sono subentrati i lucky loser, ossia i giocatori che hanno perso nell'ultimo turno ma che avevano una classifica più alta rispetto agli altri partecipanti che avevano comunque perso nel turno finale.
Le qualificazioni del Estoril Open 2010 prevedevano 32 partecipanti di cui 4 sono entrati nel tabellone principale.

## Teste di serie
1. Michał Przysiężny (ultimo turno)
2. João Souza (secondo turno)
3. Alberto Martín (Qualificato)
4. Pablo Andújar (Qualificato)

1. Federico Delbonis (Qualificato)
2. David Marrero (ultimo turno)
3. Olivier Patience (primo turno)
4. Pedro Sousa (ultimo turno)

## Qualificati
1. Federico Delbonis
2. Marc López

1. Alberto Martín
2. Pablo Andújar

## Tabellone

### Legenda
| - Q = Qualificato - WC = Wild card - LL = Lucky loser | - ALT = Alternate - SE = Special Exempt - PR = Protected Ranking | - w/o = Walkover - r = Ritirato - d = Squalificato |

### Sezione 1
|  | Primo turno          | Primo turno          | Primo turno          | Primo turno | Primo turno |  |  | Secondo turno | Secondo turno        | Secondo turno        | Secondo turno        | Secondo turno |   |   | Ultimo turno | Ultimo turno | Ultimo turno | Ultimo turno | Ultimo turno |  |
|  |                      |                      |                      |             |             |  |  |               |                      |                      |                      |               |   |   |              |              |              |              |              |  |
|  | 1                    | M Przysiężny         | M Przysiężny         | 6           | 6           |  |  |               |                      |                      |                      |               |   |   |              |              |              |              |              |  |
|  |                      | Joao Fernandes       | Joao Fernandes       | 1           | 0           |  |  | 1             | M Przysiężny         | M Przysiężny         | 6                    | 6             |   |   |              |              |              |              |              |  |
|  | Martin Trueva        | Martin Trueva        | Martin Trueva        | 6           | 6           |  |  |               | Martin Trueva        | Martin Trueva        | 1                    | 1             |   |   |              |              |              |              |              |  |
|  | Vasco Pascoal        | Vasco Pascoal        | Vasco Pascoal        | 4           | 4           |  |  |               |                      |                      |                      |               |   |   | 1            | M Przysiężny | 6            | 65           | 3            |  |
|  | Aisam-ul-Haq Qureshi | Aisam-ul-Haq Qureshi | Aisam-ul-Haq Qureshi | 6           | 7           |  |  |               |                      | 5                    | F Delbonis           | 4             | 7 | 6 |              |              |              |              |              |  |
|  | Goncalo Pereira      | Goncalo Pereira      | Goncalo Pereira      | 2           | 63          |  |  |               | Aisam-ul-Haq Qureshi | Aisam-ul-Haq Qureshi | Aisam-ul-Haq Qureshi |               |   |   |              |              |              |              |              |  |
|  | 5                    | F Delbonis           | F Delbonis           | 6           | 6           |  |  | 5             | F Delbonis           | F Delbonis           | F Delbonis           | W-O           |   |   |              |              |              |              |              |  |
|  |                      | André Sá             | André Sá             | 3           | 3           |  |  |               |                      |                      |                      |               |   |   |              |              |              |              |              |  |

### Sezione 2
|  | Primo turno          | Primo turno          | Primo turno          | Primo turno | Primo turno |  |  | Secondo turno  | Secondo turno  | Secondo turno  | Secondo turno | Secondo turno |   |   | Ultimo turno | Ultimo turno | Ultimo turno | Ultimo turno | Ultimo turno |  |
|  |                      |                      |                      |             |             |  |  |                |                |                |               |               |   |   |              |              |              |              |              |  |
|  | 2                    | João Souza           | João Souza           | 6           | 6           |  |  |                |                |                |               |               |   |   |              |              |              |              |              |  |
|  |                      | Renato Assad         | Renato Assad         | 1           | 1           |  |  | 2              | João Souza     | João Souza     | 2             | 2             |   |   |              |              |              |              |              |  |
|  | Marc López           | Marc López           | Marc López           | 6           | 6           |  |  |                | Marc López     | Marc López     | 6             | 6             |   |   |              |              |              |              |              |  |
|  | Vasco Mensurado      | Vasco Mensurado      | Vasco Mensurado      | 3           | 2           |  |  |                |                |                |               |               |   |   | Marc López   | Marc López   | Marc López   | 6            | 6            |  |
|  | Goncalo Falcao       | Goncalo Falcao       | Goncalo Falcao       | 7           | 6           |  |  |                |                | Gastão Elias   | Gastão Elias  | Gastão Elias  | 4 | 0 |              |              |              |              |              |  |
|  | J-M Garcia-Rodriguez | J-M Garcia-Rodriguez | J-M Garcia-Rodriguez | 64          | 1           |  |  | Goncalo Falcao | Goncalo Falcao | Goncalo Falcao | 0             | 0             |   |   |              |              |              |              |              |  |
|  |                      | Gastão Elias         | 2                    | 6           | 6           |  |  | Gastão Elias   | Gastão Elias   | Gastão Elias   | 6             | 6             |   |   |              |              |              |              |              |  |
|  | 7                    | Olivier Patience     | 6                    | 4           | 2           |  |  |                |                |                |               |               |   |   |              |              |              |              |              |  |

### Sezione 3
|  | Primo turno     | Primo turno      | Primo turno      | Primo turno | Primo turno |  |  | Secondo turno | Secondo turno   | Secondo turno   | Secondo turno | Secondo turno |   |   | Ultimo turno | Ultimo turno   | Ultimo turno   | Ultimo turno | Ultimo turno |  |
|  |                 |                  |                  |             |             |  |  |               |                 |                 |               |               |   |   |              |                |                |              |              |  |
|  | 3               | Alberto Martín   | Alberto Martín   | 6           | 6           |  |  |               |                 |                 |               |               |   |   |              |                |                |              |              |  |
|  |                 | Diogo Soares     | Diogo Soares     | 1           | 2           |  |  | 3             | Alberto Martín  | Alberto Martín  | 6             | 6             |   |   |              |                |                |              |              |  |
|  | Morgan Phillips | Morgan Phillips  | Morgan Phillips  | 6           | 6           |  |  |               | Morgan Phillips | Morgan Phillips | 4             | 0             |   |   |              |                |                |              |              |  |
|  | F F Silva       | F F Silva        | F F Silva        | 3           | 1           |  |  |               |                 |                 |               |               |   |   | 3            | Alberto Martín | Alberto Martín | 6            | 6            |  |
|  | A Boje-Ordonez  | A Boje-Ordonez   | A Boje-Ordonez   | 7           | 6           |  |  |               |                 | 8               | Pedro Sousa   | Pedro Sousa   | 3 | 4 |              |                |                |              |              |  |
|  | João Sousa      | João Sousa       | João Sousa       | 5           | 1           |  |  |               | A Boje-Ordonez  | 6               | 3             | 4             |   |   |              |                |                |              |              |  |
|  | 8               | Pedro Sousa      | Pedro Sousa      | 6           | 6           |  |  | 8             | Pedro Sousa     | 2               | 6             | 6             |   |   |              |                |                |              |              |  |
|  |                 | Jose-Pedro Silva | Jose-Pedro Silva | 4           | 3           |  |  |               |                 |                 |               |               |   |   |              |                |                |              |              |  |

### Sezione 4
|  | Primo turno    | Primo turno     | Primo turno     | Primo turno | Primo turno |  |  | Secondo turno | Secondo turno | Secondo turno | Secondo turno | Secondo turno |      |   | Ultimo turno | Ultimo turno  | Ultimo turno  | Ultimo turno | Ultimo turno |  |
|  |                |                 |                 |             |             |  |  |               |               |               |               |               |      |   |              |               |               |              |              |  |
|  | 4              | Pablo Andújar   | Pablo Andújar   | 6           | 6           |  |  |               |               |               |               |               |      |   |              |               |               |              |              |  |
|  |                | Francisco Dias  | Francisco Dias  | 0           | 0           |  |  | 4             | Pablo Andújar | Pablo Andújar | 6             | 6             |      |   |              |               |               |              |              |  |
|  | Colin Fleming  | Colin Fleming   | Colin Fleming   | 6           | 7           |  |  |               | Colin Fleming | Colin Fleming | 2             | 0             |      |   |              |               |               |              |              |  |
|  | Rohan Bopanna  | Rohan Bopanna   | Rohan Bopanna   | 2           | 5           |  |  |               |               |               |               |               |      |   | 4            | Pablo Andújar | Pablo Andújar | 7            | 6            |  |
|  | J-R Nunes      | J-R Nunes       | 3               | 6           | 6           |  |  |               |               | 6             | David Marrero | David Marrero | 6(1) | 2 |              |               |               |              |              |  |
|  | João Domingues | João Domingues  | 6               | 2           | 4           |  |  |               | J-R Nunes     | J-R Nunes     | 0             | 1             |      |   |              |               |               |              |              |  |
|  | 6              | David Marrero   | David Marrero   | 6           | 6           |  |  | 6             | David Marrero | David Marrero | 6             | 6             |      |   |              |               |               |              |              |  |
|  |                | Francisco Ramos | Francisco Ramos | 2           | 0           |  |  |               |               |               |               |               |      |   |              |               |               |              |              |  |